# Les Forges de Vulcain
Les Forges de Vulcain est une huile sur toile de 320 × 320 cm, peinte par François Boucher en 1757. Elle est conservée au Musée du Louvre à Paris. Il s'agit d'un carton de tapisserie pour la tenture des Amours des Dieux.
Cette œuvre faite écho à une tapisserie du même sujet mais réalisée à partir d'un carton du peintre Jean-Honoré Fragonard. Tapisserie détruite par les incendies révolutionnaires de 1789.